# لعمور عبو الكحل المركز (تمرينات)
لعمور عبو الكحل المركز هو دُوَّار يقع بجماعة عبو لكحل، إقليم فكيك، جهة الشرق في المملكة المغربية. ينتمي الدوّار لمشيخة تمرينات التي تضم دوار واحد. يقدر عدد سكانه بـ 104 نسمة حسب الإحصاء الرسمي للسكان والسكنى لسنة 2004.

## روابط خارجية
- البوابة الوطنية للجماعات الترابية نسخة محفوظة 12 مارس 2018 على موقع واي باك مشين.
- المندوبية السامية للتخطيط